# Srednjoniskonjemački jezik
Srednjodonjonjemački jezik (ISO 639-3: gml; srednjosaksonski, mittelniederdeutsch), povijesni zapadnogermanski jezik koji se razvio od starosaksonskog [osx]. Govorio se u Srednjem vijeku između 1100. i 1400. u Sjevernoj Njemačkoj i uz latinski je bio lingua franca Hanzeatske lige.
Njegovi potomci su suvremeni donjonjemački jezici, točnije donjosaksonski jezici: achterhoeks [act], drents [drt], gronings [gos], donjosaski ili donjosaksonski [nds], plautdietsch [pdt], sallands [sdz], stellingwerfs [stl], twents [twd], veluws [vel], vestfalski [wep].

## Vanjske poveznice
- Indo-European: Composite